# AppImage
AppImage (wcześniej klik oraz PortableLinuxApps) – uniwersalny format pakietów służący do łatwego i szybkiego uruchamiania oprogramowania w większości dystrybucji GNU/Linux. Uruchamianie aplikacji jest możliwe z poziomu konta zwykłego użytkownika bez konieczności posiadania uprawnień roota, wystarczą tylko uprawnienia do uruchamiania. W każdym pliku AppImage zawarte są wszystkie komponenty potrzebne do działania programu.